# Khoa Phụ

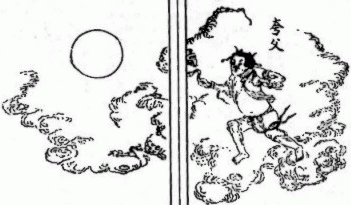
Khoa Phụ từ bản in thế kỷ 17 của Sơn hải kinh, sau bản vẽ gốc của Hồ Văn Hoán

Khoa Phụ (tiếng Trung: 夸父; bính âm: Kuāfù; Wade–Giles: K'ua-fu) là một vị thần trong thần thoại Trung Quốc, người mà mong muốn chiếm được Mặt Trời. Ông là cháu trai của Hậu Thổ.

## Câu chuyện
Một ngày nọ, Khoa Phụ quyết định đuổi theo và bắt được Mặt Trời. Ông đã đi theo Mặt Trời từ phía Đông đến Tây, thoát sông Hoàng Hà và sông Vị Hà (tất cả các sông và hồ đi ngang qua con đường của ông) để làm dịu cơn khát cháy bỏng của ông. Tuy nhiên, các con sông lớn cũng không thể dập tắt cơn khát của mình, và khi ông tìm kiếm nhiều nước hơn, thì cuối cùng ông đã qua đời vì mất nước. Bó củi ông gánh theo đã mọc lên thành 1 rừng đào rộng lớn được gọi là rừng Đặng (tiếng Trung: 邓林; Hán Việt: Đặng Lâm).
Trong một phiên bản, Khoa Phụ đã biến thành một "dãy núi".
Theo cách sử dụng hiện đại của Trung Quốc, câu chuyện Khoa Phụ đuổi theo Mặt Trời (夸父追日; Hán Việt: Khoa Phụ Truy Nhật) được sử dụng để mô tả một người mà không đạt được mục tiêu của mình vì ông đánh giá quá cao bản thân.

## Bộ tộc
"Khoa Phụ" cũng có thể được dùng để chỉ dân tộc của ông, Khoa Phụ thị (夸父氏) hoặc "Thị tộc Khoa Phụ", nó đôi khi được sử dụng để chỉ dân tộc hoặc cá nhân của ông.
Trong trận chiến Trận Phản, các bộ tộc của Xi Vưu đã liên minh với bộ tộc Khoa Phụ và bộ tộc Tam Miêu (三苗) và tấn công bộ tộc Viêm Đế.